# 뷰타다이엔
뷰타다이엔 또는 1,3-뷰타다이엔(1,3-Butadiene)은 화학식 (CH2=CH)2을 갖는 유기 화합물이다. 쉽게 고체화되는 무색 기체이다. 합성고무의 전신으로서 산업적으로 중요하다. 분자는 2개의 바이닐기의 결합으로 관찰된다. 가장 단순한 형태의 복합다이엔이다.